# Salamander 2
Salamander 2 — аркадная игра в жанре леталка-стрелялка с видом сбоку и сверху. Является ответвлением из игр серии «Gradius» и продолжением игры Salamander. В этой игре надо подбирать готовые улучшения, оставленные после уничтоженных противников, а не покупать их во время игры, как в игре Gradius. Всего в игре 6 уровней. Вы управляете корабликом Vic Viper’ом (второй игрок управляет кораблем с названием «Super Cobra»), ваша цель — уничтожить захватчика (в виде огромной головы с туловищем), решивший подчинить всю Вселенную.

Корабль игрока, Vic Viper, собирается уничтожить строй врагов.

Из нововведений можно отметить «option shot». Есть 2 вида спутника — маленький, крутящийся вокруг корабля, стреляющийся стандартными пулями (option seed), и большой, стреляющий тем же оружием, что и кораблик (option). Игроки могут использовать option, как большой снаряд, и option seed как лимитное (одна секунда) большое защитное поле. Два «option seed» образуют один «option».
Игра является двухмерной, но в ней активно фигурируют спрайтовые и 3D объекты.
Чем дольше игрок находится в игре, тем выше поднимается её сложность. Она сбрасывается после погибели кораблика.

## Улучшения
- Speed Up — увеличивает маневренность (скорость) корабля.
- Missile — выпускается ракета, летящая по поверхности локации.
- Twin Missile — при подборе второй Missile выпускаются две ракеты, однако они не летят по локациям. Скорее, оружие напоминает «2 way» из игры Gradius II.
- Ripple Laser — кольцевой лазер, эффективен для поражения дальних целей, так как чем дальше кольцо летит, тем больше оно растягивается.
- Buster Ripple — увеличиваются кольца в размерах. Дается временно при подборе Ripple Laser, если вы уже имеете это оружие.
- Laser — это удлиненный лазер, тем самым это оружие эффективно для поражения близких целей.
- Hiper Ray — усиленный удлиненный лазер, наносит большой урон. Самый мощный лазер из всех. Как и Buster Laser дается временно, при подборе уже имеющегося Laser
- Twin Laser является золотой серединой среди Ripple Laser и Laser. Выпускаются сдвоенные, но малые по размерам лазеры.
- Spear Laser — усиленный twin laser, так же, как и Buster Ripple и Hiper Ray дается временно.
- Option Seed — малый спутник, крутящийся вокруг корабля. Стреляет сам, стандартными пулями. Можно израсходовать этот спутник на поле, уничтожающее почти все вокруг корабля. Два таких Option Seed образуют большой Option.
- Option — большой спутник, стреляет так же, как и корабль, является его тенью. Можно израсходовать его на Option Shot, это самое мощное оружие, однако сами спутники исчезнут.
- Force Field — силовое поле корабля, отлично защищает его от пуль.

## Портированные версии
Аркадная версия была портирована на PlayStation и на Sega Saturn. Она входит в сборник «Salamander Deluxe Pack». Отличий от оригинала нет. Так же игру портировали в 2007 году на PlayStation Portable, она входит в сборник «Salamander Portable».